# 休尔斯多夫
休尔斯多夫是德国图林根州的一个市镇。总面积6.17平方公里，总人口206人，其中男性97人，女性109人（2011年12月31日），人口密度33人/平方公里。